# St. Jakobi (Bremen)
St. Jakobi (ursprünglich auch St. Jacobi) ist der Name zweier in Folge existierender Kirchen in Bremen: ein mittelalterlicher in der Neuzeit profanierter ehemaliger Kirchenbau in der Altstadt sowie ein im 19. Jahrhundert im Süden der Neustadt errichtetes neugotisches Gotteshaus.

## Alte St.-Jakobi-Kirche
53° 4′ 40,7″ N, 8° 48′ 9,5″ O

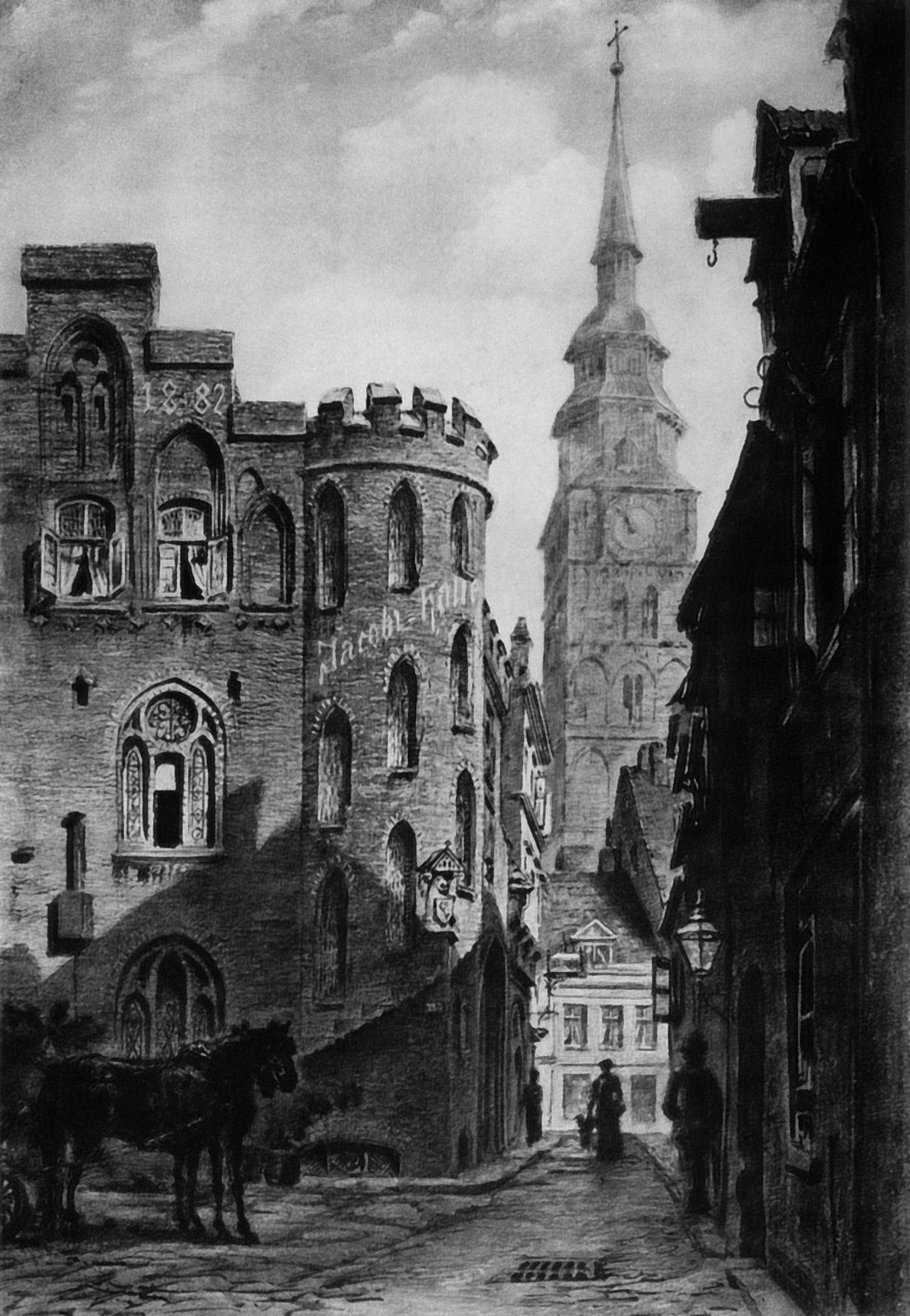
Die Jacobihalle (um 1890), im Hintergrund der Turm der St.-Ansgarii-Kirche

Die Anfänge der inzwischen restlos beseitigten Kirche gehen zurück auf die bald nach 1188 gestiftete private Patronatskirche eines Gerhardus de Caminata (Gerhard von Kemenade, später auch Gerhard von St. Jakob genannt). Nach dessen Tod kam die Kirche in Besitz des Kollegiatstifts St. Ansgarii, das die Kapelle bis zur Weihe der Ansgariikirche im späteren 13. Jahrhundert nutzte. Die Jacobikirche wurde im 13. Jahrhundert als Backsteinbasilika mit Westturm und polygonalem Chor erneuert.
Im Zuge der Reformation wurde sie schon früh profaniert: 1523 übergab der Bremer Rat das Gebäude dem Schmiedeamt (angeblich für ihre Beteiligung bei der Niederlegung des St.-Paul-Klosters), das darin seine Versammlungen abhielt und als Amtshaus (Zunfthaus) nutzte.
Im 17. Jahrhundert riss man den Turm und 1697 das Langhaus wegen Baufälligkeit ab. Nach Auflösung der Bremer Zünfte 1861 wurden 1862 die Reste des Chors von Simon Loschen, einem Bremer Architekten, in seinen Neubau eines großen Gasthauses, der Jakobihalle, integriert. Innen und außen im neugotischen Stil gehalten, enthielt es über dem Restaurant mit Weinstube einen Ballsaal und den Kaisersaal mit den Bildnissen der Deutschen Kaiser. Wegen seiner mittelalterlichen Substanz wurde das Gebäude 1917 unter Denkmalschutz gestellt.
1944 wurde die Jakobihalle von Bomben schwer getroffen, aber es blieb noch mittelalterliches Maßwerk zu erkennen. 1960 brach man ihre Reste vollends ab. Heute erinnert noch ein über die Kurze Wallfahrt zugänglicher Parkplatz mit der Straßenbezeichnung Jakobikirchhof in dem ansonsten geschlossenen Baublock zwischen Hutfilter- und Martinistraße an den historischen Ort.
Von der alten Ausstattung sind nur wenige Zeugnisse im Focke-Museum erhalten: der sogenannte Schmiedeamtsleuchter (eine um 1500 geschnitzte Leuchterkrone mit einer Doppelfigur Gnadenstuhl/Ährenkleidmaria), der Complimentarius (ein Salutierautomat aus dem 17. Jahrhundert der ursprünglich im Schütting stand) und ein von der Außenwand stammendes auf 1423 datiertes Grabrelief mit einer Kreuzigung.

## St.-Jakobi-Kirche in der Neustadt

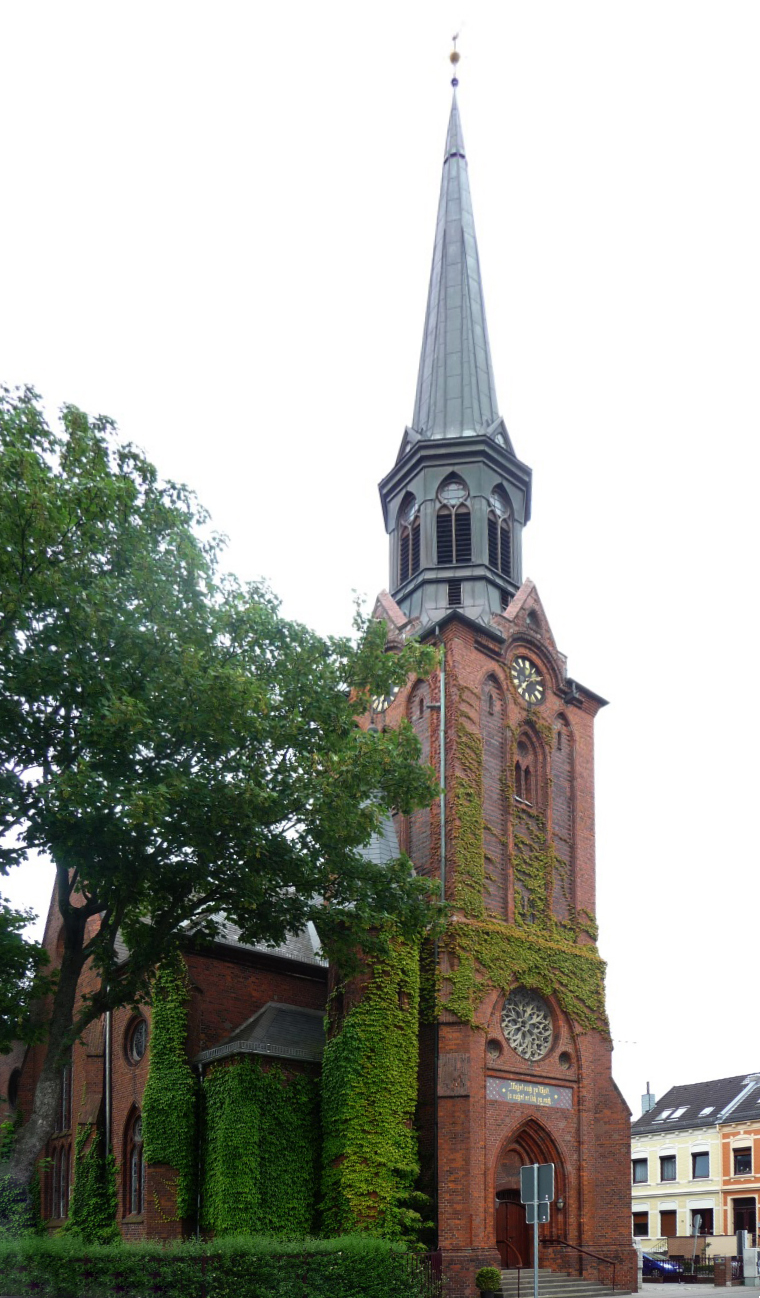
Die neugotische St.-Jakobi-Kirche im Süden der Bremer
Neustadt, 1876

Der Buntentorsteinweg, früher die Ausfallstraße Bremens in Richtung Süden, war mit ihren Seiten- und Parallelstraßen eine Hauptader der Stadterweiterung auf der linken Weserseite. In Bremen-Neustadt, einem Stadtteil mit einer Bevölkerung aus Arbeitern und Handwerkern, entstand nach Widerständen, aber mit Unterstützung der Inneren Mission 1884 eine eigene, von der Mutterkirche St. Pauli abgelöste, selbständige Gemeinde. An der Kornstraße 150 entstand die neue St.-Jakobi-Kirche. Johann Rippe entwarf 1875/76 den neugotischen Backsteinbau auf quadratischem Grundriss mit rechteckigem Chor. Der kantige Backsteinturm geht in eine achtseitige Laterne mit hoher Spitze über und bildet einen Point de vue aus der Sichtachse des auf ihn zulaufenden Kirchwegs. Das schlichte Innere überwölbt eine Holzdecke mit offenem Tragwerk. Den Zweiten Weltkrieg überstand die Kirche als einzige der Neustadt ohne größere Schäden. In der Nachkriegszeit erhielt sie farbige Glasfenster von A. Kröning.
Das Gemeindehaus ist von 1893. Seit 1980 steht die Gesamtanlage mit Kirche und Pastorenhaus unter Denkmalschutz.